# Comtes et marquis de Malte
Après la conquête de Malte par Roger de Hauteville en 1091, l'archipel devient un territoire de la couronne de Sicile en entre dans sa période féodale. En 1192, Malte est élevée en comté puis en marquisat en 1393. Jusqu'à l'arrivée des chevaliers de l'ordre de Saint-Jean de Jérusalem en 1530, Malte sera tantôt sous l'autorité d'un comte, tantôt intégrée au domaine royal et directement administré par des fonctionnaires nommés par la cour de Palerme. Malte est souvent offerte en cadeau à des membres de la famille royale à des nobles pour services rendus à la couronne. Pour cette raison, la chronologie est complexe est parfois peu sûre. Comme l'écrit Jacques Godechot : « Sans cesse les seigneurs changeaient, rarement ils résidaient et ils ne considéraient l'île que comme une source de revenus dont il fallait tirer le maximum. ».

## Liste chronologique des comtes et marquis de Malte
1. Margaritus de Brindisi (1192-1194)
2. Guglielmo Grasso (1194-1198)
3. Enrico Pescatore (1203-1232)
4. Nicoloso de Malte (1232-entre 1281 et 1290)
5. Andreas de Malte (entre 1281 et 1290-vers 1300)
6. Lukina de Malte et Guglielmo Raimondo Moncada (vers 1300-vers 1320)
7. Guglielmo de Sicile (vers 1320-1330)
8. Alphonse Frédéric d'Aragon (1330-1338)
9. Pierre Frédéric d'Aragon (1338-1350)
10. Guido Ventimiglia di Geraci (1360-1362)
11. Manfredi III Chiaromonte (1366-1375)
12. Guillermo d'Aragon (1375-1377)
13. Louis Frédéric d'Aragon (1377-1382)
14. Manfredi III Chiaromonte (1382-1391)
15. Elizabetta Peralta Chiaromonte (1391-1392)
16. Guglielmo Raimondo III Moncada (1392-1393)
17. Artale II Alagona (1393-1396)
18. Guglielmo Raimondo III Moncada (1396-1397)
19. Antonio de Cardona (1420-1425)
20. Gonsalvo Monroy (1425-1429)

## Les comtes et marquis de Malte

### Margaritus de Brindisi(1192-1194) le premier comte

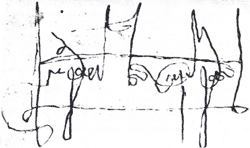
La signature de Margaritus de Brindisi.

En 1194, à la fin de la période normande, Malte est élevé en comté pour être attribuée en récompense pour services rendus à Margaritus de Brindisi, aventurier d'origine grecque, dernier grand amiral (Ammiratus Ammiratorum) du royaume siculo-normand, nommé comte de Malte en 1192 par le roi Tancrède de Lecce. Deux ans plus tard, la dynastie normande est renversée par l'empereur Henri VI le cruel. Margaritus de Brindisi assiste au couronnement du nouveau souverain mais est arrêté 4 jours plus tard, accusé de complot, il est émasculé, a les yeux crevés et déporté en Allemagne où il meurt en 1197.

### Guglielmo Grasso(1194-1198)
Après sa prise du pouvoir en Sicile et même un mois avant son couronnement (le 23 novembre 1194), Henri VI du Saint-Empire remercie ses alliés génois en offrant le comté de Malte à Guglielmo Grasso et ses héritiers. Mais en 1198, la population maltaise se soulève contre lui ; il tombe en disgrâce, son titre lui est retiré et la reine Constance de Sicile réintègre Malte « pour toujours » dans le domaine royal.

### EnricoPescatore(1203-environ 1232)
Le pouvoir des génois est cependant toujours important. En 1203, c'est Enrico (ou Arrigo), le gendre de Guglielmo Grasso qui est nommé comte en 1203. Son patronyme était sans doute de Castro ou Castello mais il était surtout connu sous le surnom de Pescatore ou Pistore (« le pêcheur »). Ces descendants utiliseront parfois ce surnom ou plus noblement celui de leur nouveau fief de Malta. C'est - comme Margaritus de Brindisi - un pirate chanceux qui est récompensé par l'attribution des îles maltaises. Il fait de son nouveau territoire une base de corsaire indépendante, attaquant Pise en 1204, Tripoli (Liban) en 1205 et la Crète en 1206. Il est nommé Amiral de Sicile en 1221 avant de tomber en disgrâce l'année suivante. Il perd alors son titre mais le retrouve dès 1223, avec pourtant des pouvoirs amoindris ; il reste comte mais sans autorité sur la garnison militaire.

### Nicoloso de Malte(environ 1232-vers 1282)
La date de décès de Enrico n'est pas parfaitement connue, mais en mai 1232, le comté est passé dans les mains de son fils Nicoloso. Pourtant, dans les années 1230-1240, le pouvoir réel est entre les mains du gouverneur royal nommé par l'empereur Frédéric II. On connaît les noms de Paolino de Malte entre 1235 et 1240 ou encore de Gilberto Abate en 1241. Il est possible même que Malte soit à cette époque rentrée dans le domaine impérial. Après la mort de Frédéric II, il semble que Nicoloso s'oppose à son successeur Manfred. Finalement un traité entre les deux parties est signé à Melfi en 1257, Nicoloso reste comte mais, comme son père, perd le contrôle de la garnison. Après la prise du pouvoir par les Angevins en Sicile, Nicoloso parvient à rester en poste et s'attirer leurs faveurs. Nicoloso meurt très âgé, entre 1281 et 1290, le titre comtal passe alors à son fils cadet, Andreas, l’aîné Perino étant déjà décédé.

### Andreas de Malte(vers 1282-vers 1300)
Dans la période troublée qui suit la révolte des Vêpres siciliennes en mars 1282, le jeu des alliances est difficile à établir parfaitement. Il apparait en tout cas que le nouveau comte Andreas ait finalement trouvé plus opportun de s'allier au nouveau pouvoir du roi Jacques II d'Aragon en 1282. La situation politique est complexe car les deux pouvoirs qui s'affrontent, les Angevins de Naples et les Aragonais de Palerme revendiquent tous les deux la possession des îles maltaises. L'héritier du comté est alors Guglielmo, le fils de Perino, frère aîné d'Andreas ; mais Guglielmo meurt en 1299 et Andreas vers 1300. Les droits sur le comté passent alors à sa fille Lukina.

### Lukina de Malteet Guglielmo Raimondo IMoncada(vers 1300-vers 1320)
Lukina hérite des droits sur la terre maltaise mais ne reçoit pas le titre comtal qui est crédité à son mari Guglielmo Raimondo I Moncada, issu d'une grande famille catalane. Vers 1320, le roi Frédéric II de Sicile récupère les terres maltaises en les échangeant avec Guglielmo Raimondo contre le fief de d'Agosta qui devient désormais la nouvelle terre comtale du rameau sicilien de la famille Moncada.

### Guglielmo de Sicile(vers 1320-1330)
Le roi Frédéric II de Sicile attribue le comté de Malte et Gozo vers 1320 à son jeune fils Guillaume (Guglielmo de Sicile). Quelques années plus tard, en 1330, ce dernier le cède à son demi-frère Alphonse Frédéric.

### Alphonse Frédéric d'Aragon(1330-1338)
Fils illégitime du roi Frédéric II de Sicile, en 1330 Alphonse Frédéric d'Aragon (Alfonso Fadrique de Aragón) est remplacé comme vicaire du duché d'Athènes par Odo de Novelles. Son père lui offre lors en compensation le comté de Malte et Gozo qu'il garde jusqu'à sa mort en 1338.

### Pierre Frédéric d'Aragon(1338-1350)
Fils aîné d'Alphonse Frédéric, (Pedro Fadrique) hérite du titre de comte de Malte et Gozo à la mort de son père en 1338 en même temps que celui de comte de Salona, seigneur de Pharsale et d'Égine. Il est dépossédé du comté de Malte et Gozo le 7 octobre 1350, date à laquelle l'archipel est réintégré dans le domaine royal après une pétition de notables maltais. 
À la même période, le royaume rival des Angevins à Naples, qui revendique aussi les possessions siciliennes, nommera comte de Malte Niccolò Acciaiuoli puis son fils Angelo qui usera du titre jusqu'en 1391. Il ne s'agit que d'une revendication formelle, sans influence sur les îles. Un peu plus tôt vers 1300, Roger de Lauria avait lui aussi été un comte de Malte virtuel nommé par les Angevins. 

### Guido Ventimiglia di Geraci(1360-1362)
Cette réintégration est de courte durée, 10 ans plus tard, le 29 décembre 1360, le comté de Malte et Gozo - avec les pleins pouvoirs judiciaires - est attribué à Guido Ventimiglia di Geraci, Porte-Drapeau du royaume de Sicile et Préfet de la ville de Trapani. Guido serait le fils illégitime de Francesco Ventimiglia, comte de Geraci. Il ne conserve le comte que peu de temps puisqu'il meurt en 1362, le territoire revenant alors à la couronne,.

### Manfredi III Chiaromonte(1366-1375)
Dès le 4 mai 1366, l'archipel maltais est une nouvelle fois attribué en récompense, cette fois à Manfredi III Chiaramonte, comte de Modica.
En réalité durant cette période, l'essentiel du pouvoir à Malte est entre les mains de Giacomo de Pellegrino. De 1356 à 1372, il obtient de nombreux titres de propriété et administratif, contrôle le commerce du coton et contrôle de fait la politique maltaise. Mais ce pouvoir lui occasionne de nombreux ennemis. Il est finalement destitué après une attaque par des forces alliées siciliennes et génoise et après un siège de 2 mois à Mdina.
La succession des dirigeants maltais est alors complexe, au moins jusqu'à 1382, car la Sicile vit une époque troublée jusqu'à l'arrivée au pouvoir de Martin Ier de Sicile.

### Guillermo d'Aragon(1377)
De 1375 à 1377, le roi Frédéric III de Sicile nomme son fils illégitime Guillermo d'Aragon, comte de Malte et Gozo. Mais ce legs ne semble avoir été que virtuel.

### Louis Frédéric d'Aragon(1377-1382)
Le titre comtal est attribué par Pierre IV d'Aragon à Louis Frédéric (Luis Fadrique), comte de Salona et neveu de l'ancien comte de Malte, Pedro Fadrique de Aragón. Louis Frédéric en reçoit la confirmation en 1380. Mais il n'est pas sûr qu'il ait pu prendre possession de ses terres face à la puissance de Manfredi III Chiaromonte.

### Manfredi III Chiaromonte(1382-1391)
À la mort de Louis Frédéric en 1382, personne ne semble contester les droits de Manfredi Chiaromonte qui conserve les îles jusqu'à sa mort en 1391.

### Elizabetta Peralta Chiaromonte(1391-1392)
Fille aînée de Manfredi, Elizabetta hérite du titre même si l'administration des domaines est entre les mains d'Andrea Chiaramonte, le frère de Manfredi. Mais Andrea est impliqué dans un complot contre le pouvoir de la reine Marie Ire de Sicile et décapité à Palerme le 1er juin 1392. Les possessions de la Famille Chiaromonte sont réparties entre les Moncada et les Cabrera.

### Guglielmo Raimondo III Moncada(1392-1393)
Guglielmo Raimondo III Moncada reçoit alors le comté de Malte et Gozo en tant qu'héritier de son grand-père Guglielmo Raimondo I et de sa grand-mère Lukina. À cette occasion, Malte est élevé en marquisat, Guglielmo Raimondo III Moncada est donc le premier marquis de Malte. Mais dès l'année suivante, Guglielmo Raimondo doit céder son nouveau fief à Artale II Alagona.

### Artale II Alagona(1393-1396)
Baron puissant et fauteur de troubles, Artale II Alagona est nommé marquis de Malte en 1393 par le roi Martin Ier de Sicile pour s'assurer sa fidélité. Ça ne suffit pourtant pas puisqu'il se rebelle contre le roi en 1396. Battu, il est défait de son titre et finira ses jours en exil à Malte.

### Guglielmo Raimondo III Moncada(1396-1397)
C'est une nouvelle fois Guglielmo Raimondo qui reçoit le marquisat en 1396. Encore une fois très brièvement puisqu'il en est dépossédé dès le 16 novembre 1397 à la suite d'une tentative de rébellion, avant de mourir en disgrâce en 1398. 
L'archipel réintègre une fois encore le domaine royal pour une longue période cette fois-ci, jusqu'en 1420. Pendant cette période, c'est l'assemblée maltaise (l'Università) qui gère la politique locale. 

### Antonio de Cardona(1420-1425)
En 1420, le roi de Sicile Alphonse V d'Aragon manque d'argent et de soutien. Il vend l'archipel maltais pour 30 000 florins au vice-roi de Sicile, Antonio de Cardona.

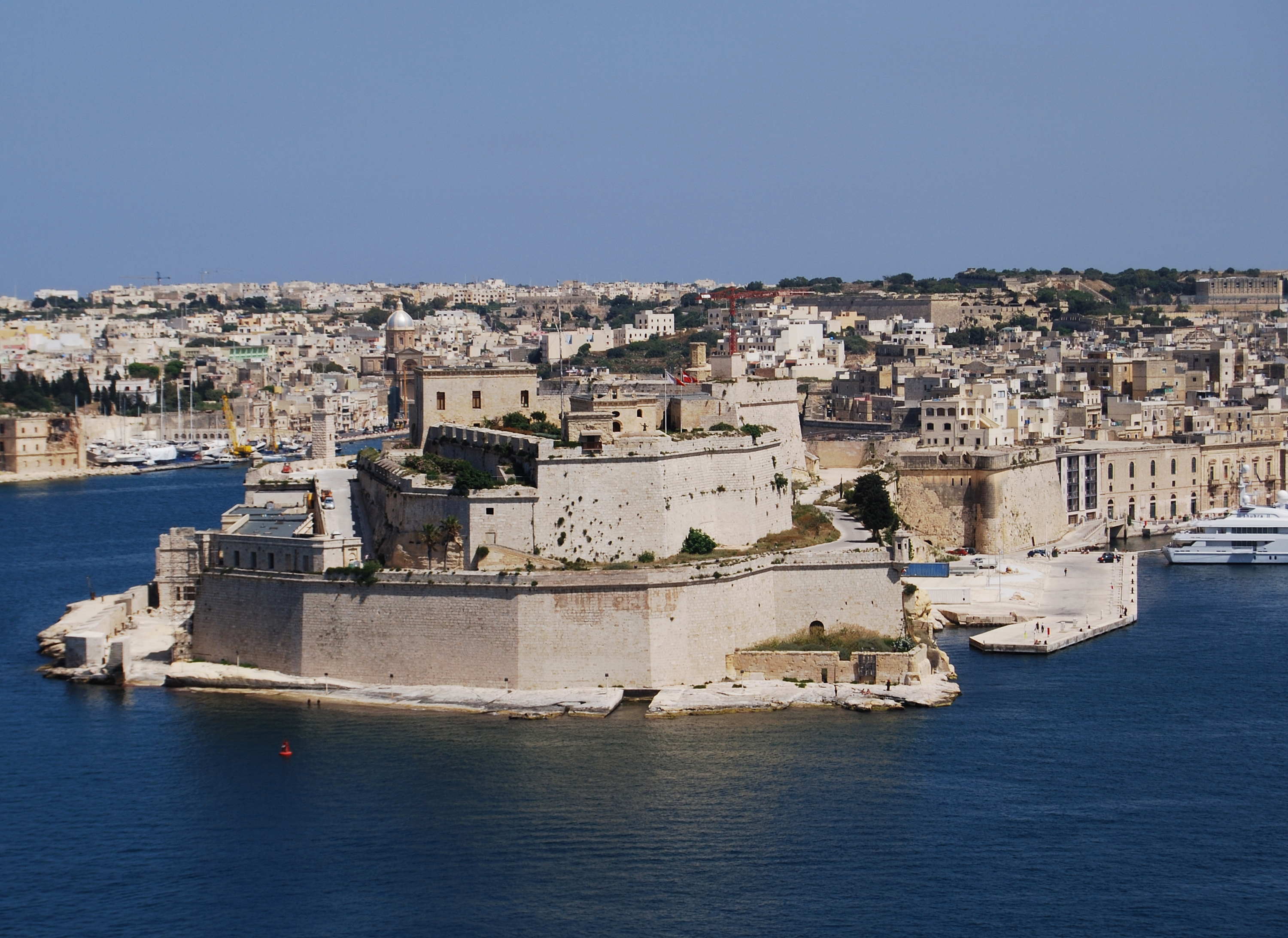
Fort Sant'Angelo (Castrum maris) à Birgu

### Gonsalvo Monroy(1425-1429)
En 1425, Antonio de Cardona revend pour le fief la même somme de 30 000 florins à Gonsalvo Monroy. Détesté des Maltais pour son arrogance et sa cruauté, Monroy et son épouse doivent faire face à l'insurrection maltaise de 1425-1428 et sont même assiégés dans le Castrum Maris. La situation se débloque en 1427 quand Alphonse V d'Aragon accorde la possibilité aux Maltais de racheter à Monroy la somme qu'il avait déboursé pour acquérir le fief. Une partie seulement du lourd tribut est acquitté quand Monroy sur son lit de mort accepte de solder la dette.
Après cette revendication forte des Maltais de ne plus être vendus, les îles restèrent dans le domaine royal, sans nouvelles nominations de comte ou marquis de Malte jusqu'à l'arrivée des chevaliers de l'ordre de Saint-Jean de Jérusalem en 1530.